# Keith Rowe (chanteur)
Pour les articles homonymes, voir Keith Rowe et Rowe.
 (octobre 2019).
Si vous disposez d'ouvrages ou d'articles de référence ou si vous connaissez des sites web de qualité traitant du thème abordé ici, merci de compléter l'article en donnant les références utiles à sa vérifiabilité et en les liant à la section « Notes et références ».
Keith Rowe est un chanteur jamaïcain.
Il a notamment été produit par Derrick Harriott en duo avec Texas Dixon, sous le nom de Keith & Tex.
Ils ont chanté de nombreux tubes dans le style rocksteady comme les célèbres Tonight, qui deviendra un riddim classique, et surtout Stop That Train (en) chanson originellement interprétée en ska par les Spanishtonians en 1965.
Il a également participé à des enregistrements au milieu des années 1970 aux côtés de Lee Scratch Perry au Black Ark Studio, principalement le tube Groovy Situation.